# Markus Preiß

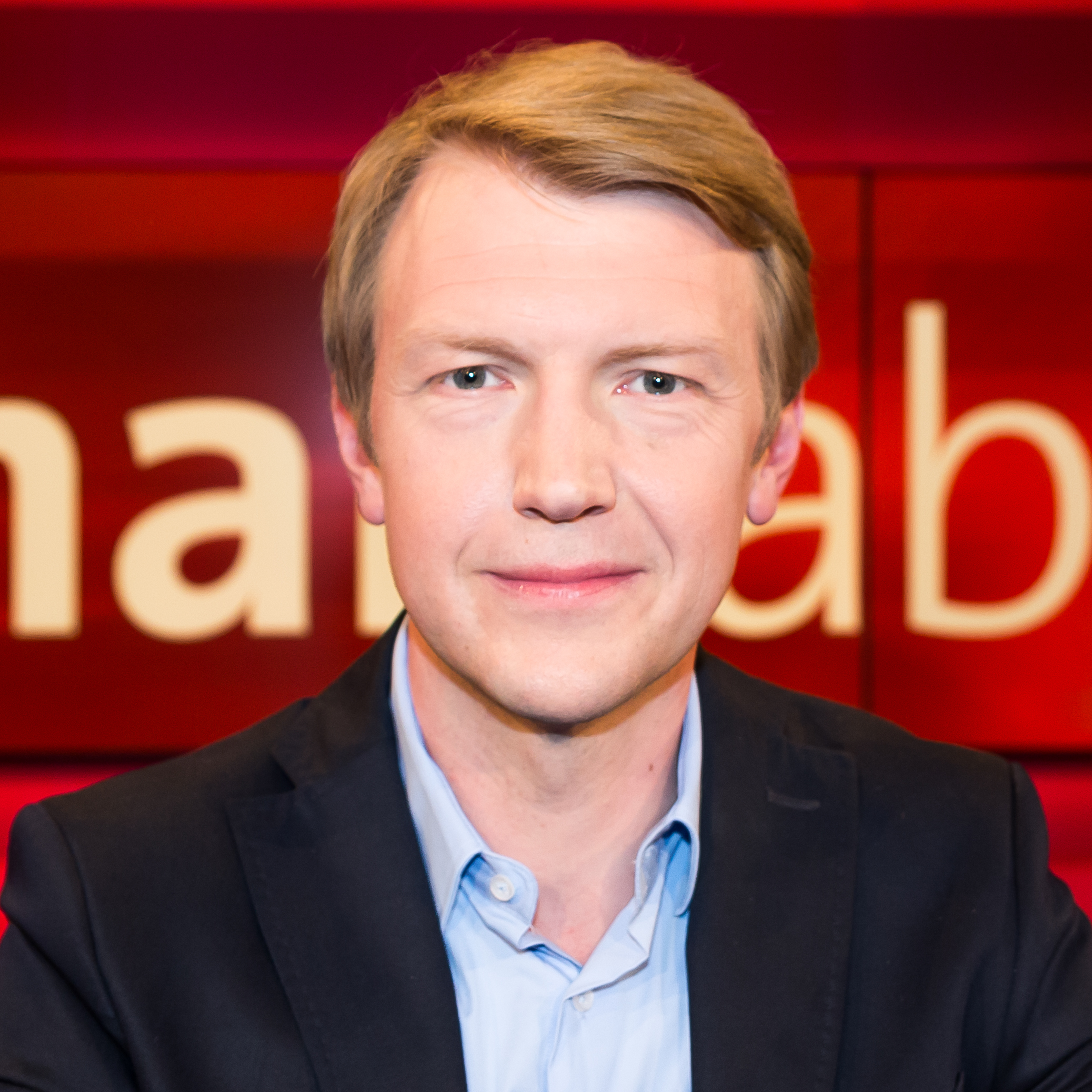
Markus Preiß (2017)

Markus Preiß (* 9. April 1978 in Heiligenstadt, Thüringen) ist ein deutscher Fernsehjournalist, Moderator und der Leiter des ARD-Hauptstadtstudios in Berlin.

## Laufbahn
Markus Preiß studierte Politikwissenschaft und Journalistik an der Universität Dortmund und schloss sein Studium 2002 mit einer Diplomarbeit über den Aufstieg und Fall des Kirch-Konzerns ab. Er begann seine journalistische Laufbahn als freier Autor für die Kasseler HNA und die Thüringische Landeszeitung. Später schrieb er auch für die Süddeutsche Zeitung, das Handelsblatt und Geo.
Er wurde 2003 Redakteur der Tagesschau in Köln und war von 2006 bis 2011 ARD-Korrespondent in Brüssel. Für Tagesschau und Tagesthemen berichtete er unter anderem über die Eurokrise. Zwischen 2013 und 2014 war er ARD-Korrespondent in Paris. Danach leitete er die Tagesschau-Tagesthemen-Redaktion des WDR in Köln. In dieser Zeit moderierte er auch die Sendung Brennpunkt. Im August 2016 wurde er Nachfolger von Rolf-Dieter Krause als Leiter des ARD-Europastudios in Brüssel. Im Juni 2024 übernahm er die Leitung des ARD-Hauptstadtstudios in Berlin als Nachfolger von Tina Hassel.
Preiß ist verheiratet und hat mit seiner Frau drei gemeinsame Kinder.

## Werke
- Aufstieg und Fall des Kirch-Konzerns. Eine medienökonomische Analyse. Diplomica GmbH, Hamburg 2002, ISBN 3-8324-6355-0 (Zugl.: Dortmund, Univ., Diplomarbeit, 2002).
- Angezählt – Warum ein schwaches Deutschland Europa schadet. dtv Verlag, 2024, ISBN 978-3-423-26389-4